# Киву (озеро)
Ки́ву — озеро в Восточной Африке, на границе между Руандой и Демократической Республикой Конго в Восточно-Африканской рифтовой долине, одно из Великих Африканских озёр. Озеро Киву имеет сток через реку Рузизи, которая течёт в южном направлении и впадает в озеро Танганьика.

## География
Площадь поверхности озера равна примерно 2700 км², урез воды находится на отметке 1460 метров над уровнем моря. Озёрная котловина расположена в рифтовой долине, которая постепенно расширяется, вызывая вулканическую активность в регионе и углубляя озеро, максимальная глубина которого составляет 496 метров (19 место по глубине в мире). Озеро окружено горами.
Киву открыто в 1894 немецким путешественником Адольфом фон Гётценом.
На озере находится один из самых больших расположенных в пресной воде островов мира — Иджви (Демократическая Республика Конго).
В 1948 году произошло извержение расположенного рядом с озером вулкана Китуро.

## Фауна
В озере водятся барбусы.

## Опасность
Нижние слои воды в озере насыщены углекислым газом и метаном. Запасы метана оцениваются в 55 млрд м³. Выброс газов, подобный выбросу на озере Ньос в 1986 году, вследствие землетрясения или возрастания вулканической активности угрожает жизни двух миллионов жителей прилегающих территорий.